# AVI Global Trust
AVI Global Trust plc. ist eine britische Investmentgesellschaft mit Sitz in London.
Sie legt ihren Schwerpunkt auf Investitionen in Unternehmen, deren Aktienkurse einen Abschlag auf den geschätzten zugrunde liegenden Nettoinventarwert aufweisen, hauptsächlich im Vereinigten Königreich. Das Unternehmen investiert in die Sektoren Nicht-Basiskonsumgüter, Kommunikationsdienstleistungen, Industriewerte, Basiskonsumgüter, Informationstechnologie, Immobilien,  Finanzwerte,  Versorger, Energie, Gesundheitswesen und Werkstoffe.
Im Juni 2024 beliefen sich die verwalteten Mittel auf insgesamt 1,321 Mrd. Pfund.
Der Fondsmanager des Trusts ist Tom Treanor von Asset Value Investors Limited.
Das Unternehmen ist an der Londoner Börse gelistet und Teil des FTSE 250 Index.

## Geschichte
Das Unternehmen wurde 1889 als Transvaal Mortgage Loan and Finance Company unter der Leitung des Vorsitzenden W.J. Thompson gegründet und investierte im heutigen Südafrika. Im Jahr 1906 wurde das Unternehmen in British Empire Land Mortgage and Loan Company und im Jahr 1964 in British Empire Securities and General Trust umbenannt. 1985 wurde Asset Value Investors gegründet, eine Verwaltungsgesellschaft im Eigentum der Mitarbeiter.
1986 erwarb das Unternehmen den Ashdown Investment Trust für 66 Millionen Pfund, 1989 den Schroder Global Trust, 1995 den Selective Assets Trust (früher Edinburgh Assets Trust) für 42 Millionen Pfund. Im Jahr 2015 wurde das Unternehmen von British Empire Securities and General Trust in British Empire Trust umbenannt.
Im Jahr 2016 stieg der US-Hedgefonds Elliott Management Corporation in das Unternehmen ein.